# Grande Prêmio do Azerbaijão de 2024
O Grande Prêmio do Azerbaijão de 2024 (formalmente denominado Formula 1 Qatar Airways Azerbaijan Grand Prix 2024) foi a décima sétima etapa do Campeonato Mundial de Fórmula 1 de 2024. disputado em 15 de setembro de 2024 no Circuito Urbano de Bacu, em Bacu, no Azerbaijão. Foi vencido por Oscar Piastri, da McLaren, com Charles Leclerc, da Ferrari, em segundo e Lando Norris, também da McLaren, em terceiro.

## Resumo
Oliver Bearman esteve no lugar de Kevin Magnussen nesta etapa, devido aos 12 pontos na carteira que o piloto dinamarquês acumulou, resultando no banimento de uma corrida. Com isso, o piloto que será titular na Haas no próximo ano entrou em seu lugar. Oliver já pilotou neste ano o carro da Ferrari de Carlos Sainz Jr., substituindo o piloto principal da equipe, que teve que passar por uma cirurgia de apendicite e não pôde participar do Grande Prêmio da Arábia Saudita de 2024. Em Bacu, Bearman terminou em décimo, somando 1 ponto, e com isso se tornou o primeiro piloto a pontuar em duas corridas com duas equipes diferentes em uma mesma temporada.
Franco Colapinto conquista seus primeiros 4 pontos na carreira, terminando em 8° lugar, e com o sétimo lugar de Alexander Albon, os dois carros da Williams ficaram na zona de pontuação, coisa que não acontecia desde o Grande Prêmio dos Estados Unidos de 2023.
Segunda vitória de Oscar Piastri na carreira, e somando esse resultado com o terceiro lugar de Lando Norris, a McLaren ultrapassou a atual campeã Red Bull e voltou a liderar o campeonato de construtores, o que não acontecia desde o início da temporada de 2014.

## Resultados

### Treino classificatório
| Pos.                | N° | Piloto           | Construtor                 | Qualifying times | Qualifying times | Qualifying times | Final grid |
| Pos.                | N° | Piloto           | Construtor                 | Q1               | Q2               | Q3               | Final grid |
| ------------------- | -- | ---------------- | -------------------------- | ---------------- | ---------------- | ---------------- | ---------- |
| 1                   | 16 | Charles Leclerc  | Ferrari                    | 1:42.775         | 1:42.056         | 1:41.365         | 1          |
| 2                   | 81 | Oscar Piastri    | McLaren-Mercedes           | 1:43.033         | 1:42.598         | 1:41.686         | 2          |
| 3                   | 55 | Carlos Sainz Jr. | Ferrari                    | 1:43.357         | 1:42.503         | 1:41.805         | 3          |
| 4                   | 11 | Sergio Pérez     | Red Bull Racing-Honda RBPT | 1:43.213         | 1:42.263         | 1:41.813         | 4          |
| 5                   | 63 | George Russell   | Mercedes                   | 1:43.139         | 1:42.329         | 1:41.874         | 5          |
| 6                   | 1  | Max Verstappen   | Red Bull Racing-Honda RBPT | 1:43.097         | 1:42.042         | 1:42.023         | 6          |
| 7                   | 44 | Lewis Hamilton   | Mercedes                   | 1:43.089         | 1:42.765         | 1:42.289         | PL         |
| 8                   | 14 | Fernando Alonso  | Aston Martin-Mercedes      | 1:43.472         | 1:42.426         | 1:42.369         | 7          |
| 9                   | 43 | Franco Colapinto | Williams-Mercedes          | 1:43.138         | 1:42.473         | 1:42.530         | 8          |
| 10                  | 23 | Alexander Albon  | Williams-Mercedes          | 1:42.899         | 1:42.840         | 1:42.859         | 9          |
| 11                  | 50 | Oliver Bearman   | Haas-Ferrari               | 1:43.471         | 1:42.968         | N/A              | 10         |
| 12                  | 22 | Yuki Tsunoda     | RB-Honda RBPT              | 1:43.337         | 1:43.035         | N/A              | 11         |
| 13                  | 27 | Nico Hülkenberg  | Haas-Ferrari               | 1:43.101         | 1:43.191         | N/A              | 12         |
| 14                  | 18 | Lance Stroll     | Aston Martin-Mercedes      | 1:43.370         | 1:43.404         | N/A              | 13         |
| 15                  | 3  | Daniel Ricciardo | RB-Honda RBPT              | 1:43.547         | N/A              | N/A              | 14         |
| 16                  | 4  | Lando Norris     | McLaren-Mercedes           | 1:43.609         | N/A              | N/A              | 15         |
| 17                  | 77 | Valtteri Bottas  | Kick Sauber-Ferrari        | 1:43.618         | N/A              | N/A              | 16         |
| 18                  | 24 | Zhou Guanyu      | Kick Sauber-Ferrari        | 1:44.246         | N/A              | N/A              | 17         |
| 19                  | 31 | Esteban Ocon     | Alpine-Renault             | 1:44.504         | N/A              | N/A              | PL         |
| DSQ                 | 10 | Pierre Gasly     | Alpine-Renault             | 1:43.088         | 1:43.179         | N/A              | 18         |
| 107% time: 1:49.969 |    |                  |                            |                  |                  |                  |            |
| Fontes:             |    |                  |                            |                  |                  |                  |            |

### Corrida
| Pos.                                                                     | N° | Piloto           | Construtor                 | Laps | Tempo/Retirada     | Grid | Pontos |
| ------------------------------------------------------------------------ | -- | ---------------- | -------------------------- | ---- | ------------------ | ---- | ------ |
| 1                                                                        | 81 | Oscar Piastri    | McLaren-Mercedes           | 51   | 1:32:58.007        | 2    | 25     |
| 2                                                                        | 16 | Charles Leclerc  | Ferrari                    | 51   | +10.910            | 1    | 18     |
| 3                                                                        | 63 | George Russell   | Mercedes                   | 51   | +31.328            | 5    | 15     |
| 4                                                                        | 4  | Lando Norris     | McLaren-Mercedes           | 51   | +36.143            | 15   | 13     |
| 5                                                                        | 1  | Max Verstappen   | Red Bull Racing-Honda RBPT | 51   | +77.098            | 6    | 10     |
| 6                                                                        | 14 | Fernando Alonso  | Aston Martin-Mercedes      | 51   | +85.468            | 7    | 8      |
| 7                                                                        | 23 | Alexander Albon  | Williams-Mercedes          | 51   | +87.396            | 9    | 6      |
| 8                                                                        | 43 | Franco Colapinto | Williams-Mercedes          | 51   | +89.541            | 8    | 4      |
| 9                                                                        | 44 | Lewis Hamilton   | Mercedes                   | 51   | +92.401            | PL   | 2      |
| 10                                                                       | 50 | Oliver Bearman   | Haas-Ferrari               | 51   | +93.127            | 10   | 1      |
| 11                                                                       | 27 | Nico Hülkenberg  | Haas-Ferrari               | 51   | +93.465            | 12   |        |
| 12                                                                       | 10 | Pierre Gasly     | Alpine-Renault             | 51   | +117.189           | 18   |        |
| 13                                                                       | 3  | Daniel Ricciardo | RB-Honda RBPT              | 51   | +146.907           | 14   |        |
| 14                                                                       | 24 | Zhou Guanyu      | Kick Sauber-Ferrari        | 51   | +148.841           | 17   |        |
| 15                                                                       | 31 | Esteban Ocon     | Alpine-Renault             | 50   | +1 lap             | PL   |        |
| 16                                                                       | 77 | Valtteri Bottas  | Kick Sauber-Ferrari        | 50   | +1 lap             | 16   |        |
| Ret                                                                      | 11 | Sergio Pérez     | Red Bull Racing-Honda RBPT | 50   | Colisão            | 4    |        |
| Ret                                                                      | 55 | Carlos Sainz Jr. | Ferrari                    | 50   | Colisão            | 3    |        |
| Ret                                                                      | 18 | Lance Stroll     | Aston Martin-Mercedes      | 47   | problema de freios | 13   |        |
| Ret                                                                      | 22 | Yuki Tsunoda     | RB-Honda RBPT              | 16   | dano após colisão  | 11   |        |
| Volta Mais Rápida: Lando Norris (McLaren-Mercedes) – 1:45.255 (volta 42) |    |                  |                            |      |                    |      |        |
| Fontes:                                                                  |    |                  |                            |      |                    |      |        |

## Tabela do campeonato após a corrida
|        | Pos. | Piloto           | Pontos |
| ------ | ---- | ---------------- | ------ |
|        | 1    | Max Verstappen   | 313    |
|        | 2    | Lando Norris     | 254    |
|        | 3    | Charles Leclerc  | 235    |
|        | 4    | Oscar Piastri    | 222    |
|        | 5    | Carlos Sainz Jr. | 184    |
| Fonte: |      |                  |        |

|        | Pos. | Construtor                 | Pontos |
| ------ | ---- | -------------------------- | ------ |
| 1      | 1    | McLaren-Mercedes           | 476    |
| 1      | 2    | Red Bull Racing-Honda RBPT | 456    |
|        | 3    | Ferrari                    | 425    |
|        | 4    | Mercedes                   | 309    |
|        | 5    | Aston Martin-Mercedes      | 82     |
| Fonte: |      |                            |        |

- Nota: Apenas as cinco primeiras posições estão incluídas em ambas as classificações.